# Ptychobela dancei
Ptychobela dancei là một loài ốc biển, là động vật thân mềm chân bụng sống ở biển trong họ Turridae.